# Petar Gigić
Petar Gigić (in serbo Петар Гигић?; Belgrado, 7 marzo 1997) è un calciatore serbo, attaccante svincolato.

## Caratteristiche tecniche
È un centravanti.

## Carriera
Cresciuto nel settore giovanile dell'OFK Belgrado, ha esordito in prima squadra il 18 aprile 2015 in occasione dell'incontro di Superliga perso 4-0 contro il Donji Srem.